# Karlsruher Sport-Club Mühlburg-Phönix 1999-2000
Questa voce raccoglie le informazioni riguardanti il Karlsruher Sport-Club Mühlburg-Phönix nelle competizioni ufficiali della stagione 1999-2000.

## Stagione
Nella stagione 1999-2000 il Karlsruhe, allenato da Rainer Ulrich, Guido Buchwald, Joachim Löw e Marco Pezzaiuoli, concluse il campionato di 2. Bundesliga al 18º posto e fu retrocesso in Regionalliga. In Coppa di Germania il Karlsruhe fu eliminato al secondo turno dall'Eintracht Treviri.

## Rosa
| N. |                       | Ruolo | Calciatore         |
| -- | --------------------- | ----- | ------------------ |
| 1  | Germania (bandiera)   | P     | Simon Jentzsch     |
| 2  | Benin (bandiera)      | D     | Moudachirou Amadou |
| 3  | Germania (bandiera)   | D     | Marco Grimm        |
| 4  | Germania (bandiera)   | D     | Christian Kritzer  |
| 5  | Germania (bandiera)   | C     | Martin Braun       |
| 6  | Germania (bandiera)   | D     | Michael Molata     |
| 7  | Germania (bandiera)   | C     | Marc Kienle        |
| 8  | Ghana (bandiera)      | D     | Daniel Addo        |
| 9  | Germania (bandiera)   | A     | Rainer Krieg       |
| 10 | Germania (bandiera)   | C     | Marc Arnold        |
| 11 | Svezia (bandiera)     | D     | Erik Edman         |
| 12 | Costa Rica (bandiera) | D     | Douglas Sequeira   |
| 13 | Germania (bandiera)   | C     | Jens Bäumer        |
| 14 | Germania (bandiera)   | A     | Stefan Meißner     |
| 15 | Germania (bandiera)   | C     | Christian Fährmann |
| 16 | Germania (bandiera)   | A     | Carsten Lakies     |

| N. |                       | Ruolo | Calciatore         |
| -- | --------------------- | ----- | ------------------ |
| 18 | Germania (bandiera)   | A     | Benjamin Auer      |
| 19 | Croazia (bandiera)    | C     | Darko Jozinović    |
| 20 | Croazia (bandiera)    | D     | Srdjan Mladinić    |
| 21 | Costa Rica (bandiera) | A     | Minor Díaz         |
| 22 | Germania (bandiera)   | P     | Thomas Walter      |
| 23 | Germania (bandiera)   | D     | Michael Wittwer    |
| 24 | Germania (bandiera)   | C     | Rainer Schütterle  |
| 25 | Germania (bandiera)   | D     | Marcel Rapp        |
| 26 | Germania (bandiera)   | C     | Alessandro Caruso  |
| 27 | Germania (bandiera)   | P     | Thomas Hillenbrand |
| 28 | Germania (bandiera)   | D     | Michael Zepek      |
| 29 | Germania (bandiera)   | P     | Martin Fischer     |
| 33 | Svizzera (bandiera)   | A     | Patrick de Napoli  |
| 34 | Turchia (bandiera)    | A     | Aydin Çetin        |
| 35 | Slovenia (bandiera)   | C     | Miran Pavlin       |
| 36 | Brasile (bandiera)    | D     | Vragel da Silva    |

## Organigramma societario
Area tecnica
- Allenatore: Marco Pezzaiuoli
- Allenatore in seconda:
- Preparatore dei portieri: Peter Gadinger
- Preparatori atletici:

## Calciomercato

### Sessione estiva
| Acquisti | Acquisti           | Acquisti                  | Acquisti |
| R.       | Nome               | da                        | Modalità |
| -------- | ------------------ | ------------------------- | -------- |
| C        | Miran Pavlin       | Friburgo                  |          |
| D        | Daniel Addo        | Fortuna Düsseldorf        |          |
| D        | Moudachirou Amadou | Energie Cottbus           |          |
| A        | Benjamin Auer      | Kaiserslautern (juniores) |          |
| C        | Manfred Bender     | Monaco 1860               |          |
| C        | Martin Braun       | Rapid Vienna              |          |
| D        | Marco Grimm        | Grazer AK                 |          |
| A        | Carsten Lakies     | Waldhof Mannheim          |          |
| A        | Jens Paeslack      | TSV Pansdorf              |          |
| C        | Rainer Schütterle  | Fortuna Colonia           |          |
| D        | Douglas Sequeira   | R.E. Mouscron             |          |
| P        | Thomas Walter      | Kickers Stoccarda         |          |
| D        | Michael Zepek      | Karlsruhe (juniores)      |          |

| Cessioni | Cessioni                | Cessioni              | Cessioni |
| R.       | Nome                    | a                     | Modalità |
| -------- | ----------------------- | --------------------- | -------- |
| A        | Rolf-Christel Guié-Mien | Eintracht Francoforte |          |
| C        | Timo Haas               | 1. FC Pforzheim       |          |
| C        | Jochen Hörner           | Ditzingen             |          |
| D        | Raphael Krauß           | Waldhof Mannheim      |          |
| D        | Burkhard Reich          | Lokomotive Lipsia     |          |
| D        | Thomas Ritter           | Austria Lustenau      |          |
| C        | Rainer Scharinger       | Ulma                  |          |
| C        | Gunther Schepens        | Gent                  |          |
| C        | Danny Schwarz           | Unterhaching          |          |
| A        | Christian Wück          | Wolfsburg             |          |

### Sessione invernale
| Acquisti | Acquisti          | Acquisti     | Acquisti |
| R.       | Nome              | da           | Modalità |
| -------- | ----------------- | ------------ | -------- |
| A        | Patrick de Napoli | Grasshoppers |          |
| D        | Erik Edman        | Torino       |          |
| D        | Vragel da Silva   | Brøndby      |          |

| Cessioni | Cessioni       | Cessioni    | Cessioni |
| R.       | Nome           | a           | Modalità |
| -------- | -------------- | ----------- | -------- |
| C        | Manfred Bender | Saarbrücken |          |
| A        | Jens Paeslack  | St. Mirren  |          |

## Risultati

### 2. Bundesliga

#### Girone di andata
| Arbitro: | Fleischer |

|           |           |                                       |
| Krieg 90’ | Marcatori | 10’ (rig.) Weber 47’ Lust 90’ Peschel |

| Arbitro: | Sippel |

|                          |           |                |
| Kir'jakov 40’ Walker 89’ | Marcatori | 44’, 48’ Krieg |

| Arbitro: | Schütz |

|                           |           |  |
| Arnold 29’ Krieg 55’, 90’ | Marcatori |  |

| Arbitro: | Hauer |

|            |           |           |
| Vincze 29’ | Marcatori | 35’ Krieg |

| Arbitro: | Kinhöfer |

|            |           |          |
| Arnold 62’ | Marcatori | 29’ Dama |

| Arbitro: | Weber |

|                  |           |                       |
| Mousavi 31’, 72’ | Marcatori | 43’, 66’, 69’ Meißner |

| Arbitro: | Frank |

|           |           |                        |
| Krieg 89’ | Marcatori | 71’ Policella 82’ Hock |

| Arbitro: | Weiner |

|                                          |           |                                 |
| Hobsch 21’, 73’, 90’ (rig.) Beliakov 51’ | Marcatori | 31’ Braun 41’, 88’ (rig.) Krieg |

| Arbitro: | Milic |

|                     |           |                                 |
| Laudeley 80’ (aut.) | Marcatori | 49’ (rig.) Skela 85’ Jendrossek |

| Arbitro: | Hufgard |

|          |           |             |
| Kehl 16’ | Marcatori | 22’ Meißner |

| Arbitro: | Scheppe |

|                               |           |                |
| Bittencourt 4’ Labak 29’, 38’ | Marcatori | 16’, 20’ Krieg |

| Karlsruhe 21 novembre 1999, ore 15:00 CET 12ª giornata | Karlsruhe   | 0 – 0 referto | Alemannia Aquisgrana | Wildparkstadion (10 500 spett.)\| Arbitro: \| Blumenstein \| |
| Arbitro:                                               | Blumenstein |               |                      |                                                              |

| Arbitro: | Margenberg |

|                                            |           |            |
| Bajramović 39’ Stanislawski 84’ Karaca 90’ | Marcatori | 76’ Arnold |

| Karlsruhe 6 dicembre 1999, ore 20:15 CET 14ª giornata | Karlsruhe | 0 – 0 referto | Colonia | Wildparkstadion (10 500 spett.)\| Arbitro: \| Haupt \| |
| Arbitro:                                              | Haupt     |               |         |                                                        |

| Arbitro: | Hilmes |

|  |           |                 |
|  | Marcatori | 35’ Felgenhauer |

| Oberhausen 9 febbraio 2000, ore 19:00 CET 15ª giornata | RW Oberhausen | 0 – 0 referto | Karlsruhe | Niederrheinstadion (2 800 spett.)\| Arbitro: \| Aust \| |
| Arbitro:                                               | Aust          |               |           |                                                         |

| Arbitro: | Stark |

|                          |           |           |
| Peschel 36’ Dickhaut 76’ | Marcatori | 64’ Krieg |

#### Girone di ritorno
| Karlsruhe 20 febbraio 2000, ore 15:00 CET 19ª giornata | Karlsruhe | 0 – 0 referto | TeBe Berlino | Wildparkstadion (13 400 spett.)\| Arbitro: \| Hauer \| |
| Arbitro:                                               | Hauer     |               |              |                                                        |

| Arbitro: | Gagelmann |

|                                               |           |           |
| van Lent 39’ Demo 40’ Ašanin 49’ Witeczek 77’ | Marcatori | 82’ Krieg |

| Arbitro: | Perl |

|                        |           |              |
| Marić 10’ Minkwitz 70’ | Marcatori | 82’ Fährmann |

| Arbitro: | Gettke |

|           |           |          |
| Krieg 73’ | Marcatori | 70’ Vata |

| Arbitro: | Schütz |

|          |           |  |
| Dama 33’ | Marcatori |  |

| Arbitro: | Scheppe |

|                      |           |              |
| Silva 44’ Amadou 78’ | Marcatori | 47’ Konetzke |

| Arbitro: | Schößling |

|                    |           |                         |
| Policella 56’, 71’ | Marcatori | 73’ Silva 83’ Jozinović |

| Arbitro: | Werthmann |

|  |           |             |
|  | Marcatori | 3’ Beliakov |

| Arbitro: | Kinhöfer |

|                                       |           |               |
| Zepek 40’ (aut.) Krupniković 72’, 87’ | Marcatori | 78’ de Napoli |

| Arbitro: | Kreyer |

|             |           |                                 |
| Meißner 23’ | Marcatori | 35’ Blank 55’ Keïta 78’ Stendel |

| Arbitro: | Weber |

|            |           |  |
| Lakies 62’ | Marcatori |  |

| Arbitro: | Kemmling |

|                                                    |           |          |
| Diane 42’, 80’ Lämmermann 68’ Berchtold 76’ (rig.) | Marcatori | 5’ Krieg |

| Karlsruhe 5 maggio 2000, ore 19:00 CEST 30ª giornata | Karlsruhe | 0 – 0 referto | St. Pauli | Wildparkstadion (4 200 spett.)\| Arbitro: \| Sippel \| |
| Arbitro:                                             | Sippel    |               |           |                                                        |

| Arbitro: | Frank |

|             |           |                     |
| Wollitz 11’ | Marcatori | 39’ Bäumer 78’ Auer |

| Arbitro: | Haupt |

|  |           |                         |
|  | Marcatori | 31’, 60’ Obad 90’ Hayer |

| Arbitro: | Blumenstein |

|                    |           |  |
| Türr 10’ Ruman 61’ | Marcatori |  |

| Arbitro: | Strampe |

|            |           |                  |
| Amadou 62’ | Marcatori | 31’ (rig.) Marić |

### Coppa di Germania
| Arbitro: | Meyer |

|                                                        |                      |                                                       |
| Milošević 89’ (rig.)                                   | Marcatori            | 59’ Kritzer                                           |
| Teichmann Papic Racanel Breu Milošević Heinzen Hörster | Tiri di rigore 5 – 4 | Braun Arnold Molata Fährmann Lakies Bäumer Schütterle |

## Statistiche

### Statistiche di squadra
| Competizione      | Punti | In casa | In casa | In casa | In casa | In casa | In casa | In trasferta | In trasferta | In trasferta | In trasferta | In trasferta | In trasferta | Totale | Totale | Totale | Totale | Totale | Totale | DR  |
| Competizione      | Punti | G       | V       | N       | P       | Gf      | Gs      | G            | V            | N            | P            | Gf           | Gs           | G      | V      | N      | P      | Gf     | Gs     | DR  |
| ----------------- | ----- | ------- | ------- | ------- | ------- | ------- | ------- | ------------ | ------------ | ------------ | ------------ | ------------ | ------------ | ------ | ------ | ------ | ------ | ------ | ------ | --- |
| 2. Bundesliga     | 27    | 17      | 3       | 7       | 7       | 13      | 19      | 17           | 2            | 5            | 10           | 22           | 37           | 34     | 5      | 12     | 17     | 35     | 56     | -21 |
| Coppa di Germania | -     | 0       | 0       | 0       | 0       | 0       | 0       | 1            | 0            | 1            | 0            | 1            | 1            | 1      | 0      | 1      | 0      | 1      | 1      | 0   |
| Totale            | 27    | 17      | 3       | 7       | 7       | 13      | 19      | 18           | 2            | 6            | 10           | 23           | 38           | 35     | 5      | 13     | 17     | 36     | 57     | -21 |

### Andamento in campionato
| Giornata  | 1  | 2  | 3 | 4  | 5  | 6 | 7 | 8  | 9  | 10 | 11 | 12 | 13 | 14 | 15 | 16 | 17 | 18 | 19 | 20 | 21 | 22 | 23 | 24 | 25 | 26 | 27 | 28 | 29 | 30 | 31 | 32 | 33 | 34 |
| --------- | -- | -- | - | -- | -- | - | - | -- | -- | -- | -- | -- | -- | -- | -- | -- | -- | -- | -- | -- | -- | -- | -- | -- | -- | -- | -- | -- | -- | -- | -- | -- | -- | -- |
| Luogo     | C  | T  | C | T  | C  | T | C | T  | C  | T  | T  | C  | T  | C  | C  | T  | T  | C  | T  | T  | C  | T  | C  | T  | C  | T  | C  | C  | T  | C  | T  | C  | T  | C  |
| Risultato | P  | N  | V | N  | N  | V | P | P  | P  | N  | P  | N  | P  | N  | P  | N  | P  | N  | P  | P  | N  | P  | V  | N  | P  | P  | P  | V  | P  | N  | V  | P  | P  | N  |
| Posizione | 14 | 15 | 8 | 11 | 10 | 8 | 9 | 12 | 13 | 14 | 15 | 16 | 17 | 17 | 17 | 17 | 18 | 18 | 18 | 18 | 18 | 18 | 18 | 18 | 18 | 18 | 18 | 18 | 18 | 18 | 18 | 18 | 18 | 18 |

Legenda:

Luogo: C = Casa; T = Trasferta. Risultato: V = Vittoria; N = Pareggio; P = Sconfitta.

### Statistiche dei giocatori
!! colspan="4" | Totale

| Giocatore      | 2. Bundesliga | 2. Bundesliga | 2. Bundesliga | 2. Bundesliga | Coppa di Germania D. Addo | Coppa di Germania D. Addo | Coppa di Germania D. Addo | Coppa di Germania D. Addo | 17       | 0    | 4           | 1          | 0 | 0 | 0 | 0 | 17 | 0 | 4 | 1 |
| Giocatore      | Presenze      | Reti          | Ammonizioni   | Espulsioni    | Presenze                  | Reti                      | Ammonizioni               | Espulsioni                | Presenze | Reti | Ammonizioni | Espulsioni |   |   |   |   |    |   |   |   |
| M. Amadou      | 24            | 2             | 6             | 0             | 1                         | 0                         | 1                         | 0                         | 25       | 2    | 7           | 0          |   |   |   |   |    |   |   |   |
| M. Arnold      | 25            | 3             | 3             | 0             | 1                         | 0                         | 0                         | 0                         | 26       | 3    | 3           | 0          |   |   |   |   |    |   |   |   |
| B. Auer        | 14            | 1             | 1             | 0             | 0                         | 0                         | 0                         | 0                         | 14       | 1    | 1           | 0          |   |   |   |   |    |   |   |   |
| M. Bender      | 2             | 0             | 0             | 0             | 1                         | 0                         | 1                         | 0                         | 3        | 0    | 1           | 0          |   |   |   |   |    |   |   |   |
| M. Braun       | 23            | 1             | 4             | 1             | 1                         | 0                         | 0                         | 0                         | 24       | 1    | 4           | 1          |   |   |   |   |    |   |   |   |
| J. Bäumer      | 22            | 1             | 4             | 0             | 1                         | 0                         | 0                         | 0                         | 23       | 1    | 4           | 0          |   |   |   |   |    |   |   |   |
| A. Caruso      | 3             | 0             | 0             | 0             | 0                         | 0                         | 0                         | 0                         | 3        | 0    | 0           | 0          |   |   |   |   |    |   |   |   |
| M. Díaz        | 6             | 0             | 1             | 0             | 0                         | 0                         | 0                         | 0                         | 6        | 0    | 1           | 0          |   |   |   |   |    |   |   |   |
| E. Edman       | 8             | 0             | 1             | 0             | 0                         | 0                         | 0                         | 0                         | 8        | 0    | 1           | 0          |   |   |   |   |    |   |   |   |
| M. Fischer     | 0             | 0             | 0             | 0             | 0                         | 0                         | 0                         | 0                         | 0        | 0    | 0           | 0          |   |   |   |   |    |   |   |   |
| C. Fährmann    | 15            | 1             | 2             | 0             | 1                         | 0                         | 0                         | 0                         | 16       | 1    | 2           | 0          |   |   |   |   |    |   |   |   |
| M. Grimm       | 11            | 0             | 3             | 0             | 0                         | 0                         | 0                         | 0                         | 11       | 0    | 3           | 0          |   |   |   |   |    |   |   |   |
| T. Hillenbrand | 0             | 0             | 0             | 0             | 0                         | 0                         | 0                         | 0                         | 0        | 0    | 0           | 0          |   |   |   |   |    |   |   |   |
| S. Jentzsch    | 31            | 0             | 4             | 0             | 1                         | 0                         | 0                         | 0                         | 32       | 0    | 4           | 0          |   |   |   |   |    |   |   |   |
| D. Jozinović   | 16            | 1             | 3             | 0             | 0                         | 0                         | 0                         | 0                         | 16       | 1    | 3           | 0          |   |   |   |   |    |   |   |   |
| M. Kienle      | 18            | 0             | 3             | 0             | 1                         | 0                         | 1                         | 0                         | 19       | 0    | 4           | 0          |   |   |   |   |    |   |   |   |
| R. Krieg       | 32            | 15            | 3             | 0             | 1                         | 0                         | 1                         | 0                         | 33       | 15   | 4           | 0          |   |   |   |   |    |   |   |   |
| C. Kritzer     | 25            | 0             | 2             | 0             | 1                         | 1                         | 0                         | 0                         | 26       | 1    | 2           | 0          |   |   |   |   |    |   |   |   |
| C. Lakies      | 21            | 1             | 3             | 0             | 1                         | 0                         | 0                         | 0                         | 22       | 1    | 3           | 0          |   |   |   |   |    |   |   |   |
| S. Meißner     | 28            | 5             | 4             | 2             | 1                         | 0                         | 0                         | 0                         | 29       | 5    | 4           | 2          |   |   |   |   |    |   |   |   |
| S. Mladinić    | 0             | 0             | 0             | 0             | 0                         | 0                         | 0                         | 0                         | 0        | 0    | 0           | 0          |   |   |   |   |    |   |   |   |
| M. Molata      | 27            | 0             | 8             | 0             | 1                         | 0                         | 0                         | 0                         | 28       | 0    | 8           | 0          |   |   |   |   |    |   |   |   |
| J. Paeslack    | 4             | 0             | 0             | 0             | 0                         | 0                         | 0                         | 0                         | 4        | 0    | 0           | 0          |   |   |   |   |    |   |   |   |
| M. Pavlin      | 13            | 0             | 6             | 0             | 0                         | 0                         | 0                         | 0                         | 13       | 0    | 6           | 0          |   |   |   |   |    |   |   |   |
| M. Rapp        | 8             | 0             | 2             | 0             | 0                         | 0                         | 0                         | 0                         | 8        | 0    | 2           | 0          |   |   |   |   |    |   |   |   |
| R. Schütterle  | 6             | 0             | 1             | 0             | 1                         | 0                         | 0                         | 0                         | 7        | 0    | 1           | 0          |   |   |   |   |    |   |   |   |
| D. Sequeira    | 24            | 0             | 9             | 0             | 0                         | 0                         | 0                         | 0                         | 24       | 0    | 9           | 0          |   |   |   |   |    |   |   |   |
| V. Silva       | 17            | 2             | 6             | 0             | 0                         | 0                         | 0                         | 0                         | 17       | 2    | 6           | 0          |   |   |   |   |    |   |   |   |
| T. Walter      | 4             | 0             | 0             | 0             | 0                         | 0                         | 0                         | 0                         | 4        | 0    | 0           | 0          |   |   |   |   |    |   |   |   |
| M. Wittwer     | 0             | 0             | 0             | 0             | 0                         | 0                         | 0                         | 0                         | 0        | 0    | 0           | 0          |   |   |   |   |    |   |   |   |
| M. Zepek       | 6             | 0             | 1             | 0             | 0                         | 0                         | 0                         | 0                         | 6        | 0    | 1           | 0          |   |   |   |   |    |   |   |   |
| P. de Napoli   | 12            | 1             | 2             | 0             | 0                         | 0                         | 0                         | 0                         | 12       | 1    | 2           | 0          |   |   |   |   |    |   |   |   |
| A. Çetin       | 11            | 0             | 2             | 0             | 0                         | 0                         | 0                         | 0                         | 11       | 0    | 2           | 0          |   |   |   |   |    |   |   |   |